# Isidore Bethel
Isidore Bethel es un cineasta franco-estadounidense que Filmmaker Magazine nombró una de las “25 Nuevas Caras del Cine Independiente” en 2020. Las películas que edita, dirige y produce usan el cine para encontrar sentido a experiencias arrolladoras e incluyen temas recurrentes de desplazamiento, luto, terapia, envejecimiento, trauma y sexualidad. Su primer largometraje como director, Liam, se estrenó en el Festival de cine LGBT de Boston en 2018 y recibió el Premio del Jurado Documental en el Festival de cine LGBTQ+ de París. Su segundo largometraje, Acts of Love, que codirigió con el actor francés Francis Leplay, estrenó en Hot Docs y en el Festival Internacional de Cine de Salónica en 2021.
Editó y produjo Of Men and War del director francés Laurent Bécue-Renard, que se estrenó en el Festival de Cannes, ganó el Premio del Mejor Largometraje en IDFA, recibió una nominación al Mejor Documental en los Premios del Cine Europeo y se proyectó en el Museum of Modern Art antes de ser transmitida por PBS en POV. Ha trabajado con el director francés Jean-Xavier de Lestrade y con la directora pied-noir Dominique Cabrera, cuya película Grandir (Premio Potemkine en el Cinéma du Réel) y cuyo cortometraje ”Goat Milk“ (Festival de cine mediterráneo de Montpellier) editó. También ha trabajado con directores mexicanos: editó y produjo La Balada del Oppenheimer Park de Juan Manuel Sepúlveda, nominada al Mejor Documental en los Premios Ariel y ganadora de una Mención Especial en el Cinéma du réel, y editó Caballerango de Juan Pablo González, que se estrenó en IDFA y que ganó el Premio del Mejor Largometraje Jalisciense en el Festival Internacional de Cine en Guadalajara. Además de su trabajo en los Estados Unidos, en México y en Francia, ha editado y producido películas en Líbano, en el Reino Unido, en Etiopía y en Turquía. Críticos han caracterizado su estilo de edición como demostrativo de “sobriedad admirable”, evocativo de “Wiseman” y “elegante”.
Exalumno de la Universidad de Harvard, de la Escuela Normal Superior y de la Escuela del Instituto de Arte de Chicago, Bethel ha recibido becas del Instituto Francés, de la región Isla de Francia, de la Fundación Jean-Luc Lagardère y de la Fundación Jack Kent Cooke además de apoyos de Berlinale Talents, IFP, Film Independent y Eurodoc. Ha enseñado el cine en Sarah Lawrence College en París y en Parsons Paris.

## Filmografía
| Año  | Título                                                           | Director | Productor | Editor | Notas |
| ---- | ---------------------------------------------------------------- | -------- | --------- | ------ | --- |
| 2013 | Grandir de Dominique Cabrera                                     |          |           | Sí     | Festival de Cannes ACID.                                                                                                   |
| 2013 | “Goat Milk” de Dominique Cabrera                                 |          |           | Sí     | Festival del cine mediterráneo de Montpellier. Cortometraje.                                                               |
| 2014 | Of Men and War de Laurent Bécue-Renard                           |          | Sí        | Sí     | Festival de Cannes. Productor asociado.                                                                                    |
| 2016 | La Balada del Oppenheimer Park de Juan Manuel Sepúlveda          |          | Sí        | Sí     | Biznaga de Plata del Mejor Documental en el Festival de Málaga.                                                            |
| 2018 | Caballerango de Juan Pablo González                              |          |           | Sí     | Premio del Mejor Largometraje Jalisciense en el Festival Internacional de Cine en Guadalajara. También consultor creativo. |
| 2018 | Liam                                                             | Sí       | Sí        |        | Premio del Jurado Documental en el Festival de cine LGBTQ+ de París. Debut como director.                                  |
| 2020 | So Late So Soon de Daniel Hymanson                               |          | Sí        | Sí     | BAFICI. Productor asociado.                                                                                                |
| 2021 | "Some Kind of Intimacy" de Toby Bull                             |          | Sí        | Sí     | Festival de Cine de Sundance (Londres). Cortometraje.                                                                      |
| 2021 | Acts of Love                                                     | Sí       | Sí        |        | Hot Docs. Codirigida con Francis Leplay.                                                                                   |
| 2022 | What We Leave Behind de Iliana Sosa                              |          | Sí        | Sí     | Premios "Lone Star" y "New Voices" en SXSW. Coproductor.                                                                   |
| 2022 | "Blue Room" de Merete Mueller                                    |          | Sí        | Sí     | Festival de Cine de Londres. Productor asociado. Cortometraje.                                                             |
| 2022 | "Suddenly TV" de Roopa Gogineni                                  |          |           | Sí     | Premio Especial del Jurado en SXSW. Editor consultor.                                                                      |
| 2023 | The Taste of Mango de Chloe Abrahams                             |          |           | Sí     | True/False. |
| 2023 | Hummingbirds de Silvia Del Carmen Castaños y Estefanía Contreras |          | Sí        | Sí     | Gran Premio en la sección Generation de la Berlinale. Coproductor.                                                         |